# Curley (Name)
Curley ist ein englischer Familienname und ein männlicher Vorname.

## Namensträger

### Familienname
- Carlo Curley (1952–2012), US-amerikanischer Organist und Schauspieler
- Edward W. Curley (1873–1940), US-amerikanischer Politiker
- James Michael Curley (1874–1958), US-amerikanischer Politiker
- Maddy Curley (* 1981), US-amerikanische Schauspielerin
- Marianne Curley (* 1959), australische Jugendbuchautorin
- Michael Joseph Curley (1879–1947), irisch-amerikanischer Geistlicher
- Terry Curley (1938–2016), australischer Rugby-Union-Spieler
- Thomas Curley (* 1976), amerikanischer Tontechniker

### Vorname
- Billy „Curly“ Barrix (1937–2013), US-amerikanischer Rockabilly- und Country-Musiker
- Curley Culp (1946–2021), US-amerikanischer American-Football-Spieler
- Curley Hamner (1919–1982), US-amerikanischer Blues- und Jazzmusiker
- Curley Money (1925–2003), US-amerikanischer Rockabilly- und Country-Musiker
- Curley Jim Morrison, US-amerikanischer Rockabilly- und Country-Musiker
- Curley Weaver (1906–1962), US-amerikanischer Blues-Gitarrist und -Sänger

### Curly
- Curly Howard (1903–1952), US-amerikanischer Komiker
- Curly Lambeau (1898–1965), US-amerikanischer American-Football-Spieler und -Trainer
- Curly Martin (≈1950–2023), US-amerikanischer Jazz-Schlagzeuger
- Curly Russell (1917–1986), US-amerikanischer Jazz-Bassist
- Curly Thirlwell (1905–1985), US-amerikanischer Toningenieur